# Hubenayné Lipcsei Klára
Hubenayné Lipcsei Klára, Lipcsey (Rozsnyó, 1815 körül – Leányfalu, 1889. június 20.) énekes-színésznő, Hubenay János felesége.

## Életútja
1833-ban Kolozsvárott játszott mint színésznő, majd 1837-ben már mint operaénekesnő is sikert aratott. 1840–1863 között tagja volt a Kolozsvári Nemzeti Színháznak. 1843. november 27-én Pesten, a józsefvárosi templomban feleségül ment Hubenay Jánoshoz, az esküvői tanúk Nagy Gusztáv ügyvéd és Szentpétery Zsigmond színész voltak.
Mint a Nemzeti Színház vendége 1838. július 21-én fellépett a »Normá«-ban; majd 1840. november 19-én fellépett mint szerződtetett tag a »Móri vásár«-ban mint Rozália. Szoprán, majd mezzo és alt szerepeket is előadott. Örök nyugalomra helyezték 1889. június 22-én délután a leányfalvi sírkertben római katolikus szertartás szerint, Feleky Miklós mondott felette búcsúbeszédet. 

## Fontosabb szerepei
- Norma (Bellini)
- Ágnes (Szigligeti Ede: Rózsa)
- Claudia (Auber: A fekete dominó)
- Fáni (Nőragadás az álarcosbálbul)
- Eszmeralda
- Agatha (Bűvös vadász)
- Hertha (A korhely pajtások)